# 信愛学舎
座標: 北緯35度42分31.7秒 東経139度42分55.2秒 / 北緯35.708806度 東経139.715333度
信愛学舎（しんあいがくしゃ）は、公益財団法人早稲田大学YMCAが運営する学生の自治寮である。早稲田大学に限らず、都内の大学に通う大学生が住んでいる。10の学生YMCA学生寮のうちの一つであり、山手学舎や友愛学舎などは兄弟寮である。

## 沿革

### 留日中華YMCA時代
1907年（明治40年）、豊多摩郡戸塚村に作られ、東京専門学校に留学した中国出身者を受け入れていた「中華留学生会館」を前身とする。清から日本に留学する学生は日露戦争が終結した1905年（明治38年）以降急増し、1906年（明治39年）には中華留日基督教青年会が発足した。その翌年に建設されたのがこの留学生会館である。
中華民国成立後は「中華民国留学生会館」と改称、後に政治家となる李大釗もここに住んだ。会館の土地と建物は日本YMCA同盟の所有で、当初は同盟が法人化していなかったことから江原素六（静岡師範学校初代校長、麻布学園創設者）と元田作之進（立教大学初代学長）の個人名義で登記されていた。やがて建物は使用されなくなり、1916年（大正5年）時点では空家となっていた。

### 早大YMCAへ
日本YMCA同盟は早稲田大学基督教青年会にこの建物の使用を打診し、バプテスト教会の宣教師H・B・ベニンホフは友愛学舎の入舎者から運営を志願する者を募った。ベニンホフは1907年に来日して、早稲田の学生を相手に聖書や英会話を教えていた。友愛学舎は大隈重信の依頼でベニンホフが1908年（明治41年）に始めた寄宿舎である。ベニンホフの呼びかけに対し、1914年（大正3年）から友愛学舎に住んでいた小出正吾が応じ、同じクラスの沖中恒幸とともに戸塚の建物に移り住んで、寄宿舎として運営することになった。
1916年（大正5年）9月、寄宿舎の開舎式が行われた。新寄宿舎は『コリントの信徒への手紙一』13:13から取り、「信愛学舎」と名付けられた。最初の舎監は東北学院出身の角田桂嶽が務めた。開舎式では友愛学舎から鐘が贈られ、食堂の入口に取り付けられた。建物は木造4階建てで、「緑の家」と呼ばれた。
開舎直後の建物は手入れされておらず、1919年（大正8年）に寄宿生が花を売って資金を稼ぎ、まずペンキを塗り直した。さらなる資金稼ぎとして大隈重信から庭園を借りて園遊会を催し、10000人を集めた。
1923年（大正12年）の関東大震災では大きな被害がなかった。当時信愛学舎に住んでいた三好十郎は、震災翌年の信愛記念祭で自作の上演を行った。この年三好はYMCAの雑誌『開拓者』にも作品を発表している。

### 解体
戦時色が強まると、信愛学舎でも礼拝の前に宮城遥拝が行われるようになった。学生も減り、寄宿舎を維持するために夜学の学生も入れることになった。1945年（昭和20年）には信愛学舎の高い建物が空襲を受けると周囲の建物に延焼の恐れがあるとして、取り壊しが決まった。学生は友愛学舎のあった諏訪町に移り、8月から解体が始まったが、工事が終わる前に終戦を迎えた。空襲の可能性がなくなった以上、もはや建物を解体する必要はなかったが、地元の有力者が資材の払い下げを受けることで役所と話をつけており、建物は完全に解体されてしまった。
諏訪町で終戦を迎えた学生らは方々を転々とした。諏訪町を出た学生らは、田舎に疎開した家の留守番を頼まれた学生を頼り、野方に移った。しかし家主が戻ってきて、学生らは中島飛行機の寮だった建物に移った。

### 再建
やがて大阪にいた旧寄宿生を中心に信愛学舎再建の動きが起こった。元の信愛学舎の建物は解体されたものの、土地の所有権はそのままであり、1949年（昭和24年）10月に掘っ建て小屋のような形ではあったが、再建された。翌1950年（昭和25年）2月には一時休会していた早稲田大学基督教青年会の理事会が再び組織され、正規の建物として建て直す計画が立てられた。この頃北米のYMCAから援助の申し入れがあり、1957年（昭和32年）に九州大学と早稲田大学のYMCAがこの資金援助を受けることが決定した。新寄宿舎建設にかかる1300万円のうち半分の650万円はこの資金を充てることにしたが、残り半分は国内で調達しなければならず、関係者が企業を回って寄付金を集めた。1960年（昭和35年）に鉄筋コンクリートによる新寄宿舎が完成、10月15日に竣工式が行われた。
2013年に早稲田大学基督教青年会が早稲田大学YMCAに名称変更、公益財団法人化を経て、2014年からは女性や他大学の学生も受け入れるようになった。それに伴い、家賃の改定や寮生活ルールの改定も行われた。

## 出身者
- 鎌田 薫 - 早稲田大学総長（第16代）、日本私立大学連盟会長（第19代）
- 李 大釗 - 中国共産党創設メンバー、北京大学教授
- 三好 十郎 - 小説家
- 小出 正吾 - 児童文学作家
- 沖中 恒幸 - 経済学者